# По-2
По-2 («учбовий»:У-2), загальновживане ім'я також «кукурудзник» (за класифікацією НАТО: «Mule» — «Мул»)  — легкий багатоцільовий літак, біплан радянського виробництва, конструкції М. М. Полікарпова.
Будувався серійно до 1952 року, було збудовано 20,000-30,000 машин.  Після смерті його творця М. М. Полікарпова в 1944 році перейменований в По-2 (на честь конструктора). Народне прізвисько «Кукурузник» цей літак отримав за його активне застосування в сільському господарстві.
У-2 розроблявся для початкового навчання льотчиків і мав видатні пілотажні якості.

## Історія створення
У 1927, на заміну У-1, Полікарповим створено безпечний літак початкового навчання У-2, «Навчальний-другий», який отримав всесвітнє визнання. Перший політ 24 червня 1927 здійснив льотчик-випробувач Михайло Громов. Він же, 7 січня 1928, підняв у повітря другий, доопрацьований, примірник У-2.
В ході поточного виробництва У-2 безперервно удосконалювався. Перші серійні У-2 почали надходити в навчальні школи в 1930. Протягом багатьох років У-2 були єдиними машинами початкового навчання в льотних школах та аероклубах ОСОАВІАХІМу. На ньому пройшли підготовку близько 100 тисяч льотчиків, які вчилися пілотувати у 30-х — 50-х роках. Біплан активно використовувався як нічний бомбардувальник у період німецько-радянської війни. Експлуатація тривала з 1929 до 1959 рр.
У-2, разом з декількома іншими радянськими літаками вперше експонувався на 3-й Міжнародній авіаційній виставці в Берліні восени 1928.
У 1944, після смерті М. М. Полікарпова, У-2 перейменовано в По-2.

## Модифікації

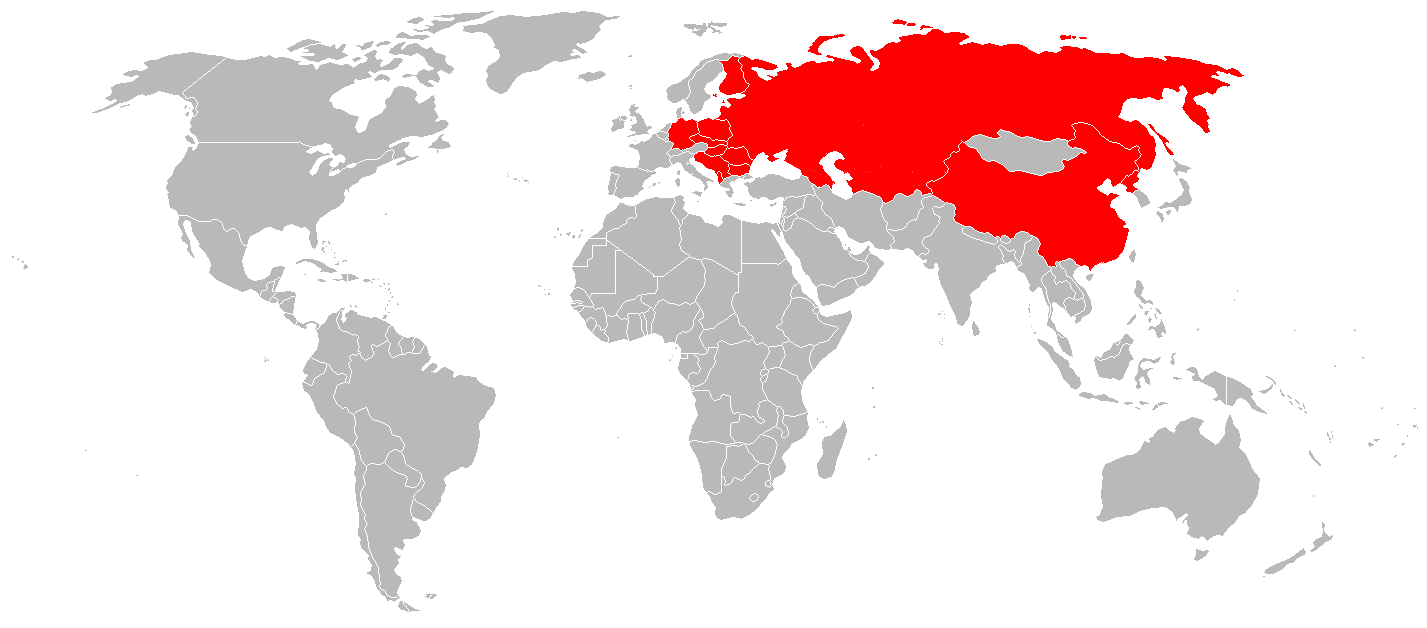
Країни-оператори літака По-2 (У-2)

- У-2А: одномісний сільськогосподарський літак-оприскувач.
- У-2ЛШ: легкий штурмовик; велика кількість передвоєнних літаків була перероблена в цей стандарт; озброєний одним кулеметом ШКАС калібру 7,62 мм (0,30 дюйма), мав кріплення для 120 кг (264 фунтів) бомб плюс рейкові напрямні для чотирьох реактивних снарядів РС-82.
- У-2ЛНБ: легкий нічний бомбардувальник вироблявся починаючи з 1941 року;
- У-2ВС: основний літак радянських ВПС, використовувався старшим командним складом як літак зв'язку; понад 9000 екземплярів знаходилося на службі в 1945 р. під новим позначенням По-2ВС.

На основі По-2 польська PZL розробила власну модель CSS-13. Також вона випускала По-2 за ліцензією.

## Участь у війнах та збройних конфліктах

### Німецько-радянська війна
З огляду на мале бомбове навантаження в цілому матеріальні наслідки цих місій можна вважати незначними, але психологічний вплив на німецькі війська був помітним. Зазвичай У-2 атакували зненацька посеред ночі, постійно тримаючи німців насторожі й посилюючи стрес. Тактика передбачала політ на дуже малій висоті над землею, набір висоти для заходу на ціль, вимкнення двигуна і скидання бомб у планеруванні, через що присутність літака видавали лише свист вітру в кріпленнях крил і розриви бомб.
Винищувачам Люфтваффе було надзвичайно важко збити «кукурудзник» через два основні фактори: по-перше, У-2 летіли на рівні верхівок дерев, де їх було важко побачити і поцілити, а по-друге, німецькі винищувачі не могли летіти настільки повільно, щоб тримати У-2 у прицілі протягом достатнього періоду часу, оскільки максимальна швидкість цього літака приблизно дорівнює швидкості звалювання у таких винищувачів, як Messerschmitt Bf 109 і Focke-Wulf Fw 190.
Особливу роль У-2 грали у вуличних боях, коли відстані між радянськими і ворожими позиціями скорочувалися до кількох десятків метрів. В таких умовах звичайна бомбардувальна авіація не працювала з побоювання влучити по своїх, але досвідчені екіпажі У-2, що літали на малих швидкостях і висотах, могли з ювелірною точністю «укладати» бомби навіть в окремі будівлі.
Останні бойові вильоти «полотняні бомбардувальники» Полікарпова зробили в квітні 1945 року за програмними цілями в обложеному Берліні.
Разом з чоловіками на У-2ЛНБ успішно воювали жінки, яких німці з забобонним страхом прозвали «Нічними відьмами». Багато з них нагороджені золотими зірками Героїв Радянського Союзу.

### Корейська війна
Повітряні сили КНДР використовували значну кількість По-2 для нічних нальотів на бази Командування ООН. Зі збиттям цих літаків винищувачами виникали проблеми: дерево-тканинний По-2 погано виявлявся радаром та летів надто низько й надто повільно. Відомий лише один випадок, коли По-2 вдалося збити (це зміг зробити Douglas A-1 Skyraider у 1953 році). Крім того, По-2 є єдиним біпланом, який зміг перемогти у бою з реактивним літаком: Lockheed F-94 Starfire під час спроби перехопити По-2 уповільнився до 160 км/год, що нижче його швидкості звалювання, і розбився.

## Характеристики
| Т Т Х                                      | У-2, перший прототип | У-2 навчальний | У-2ЛНБ        |
| Двигун                                     | М-11                 | М-11А          | М-11Д         |
| Потужність, к.с.                           | 100                  | 110            | 115           |
| Довжина, м                                 | 8,10                 | 8,17           | 8,17          |
| Розмах, м                                  | 11,0                 | 11,4           | 11,4          |
| Площа крила, м2                            | 34,0                 | 33,15          | 33,15         |
| Маса порожнього, кг                        | 758                  | 635            | 773           |
| Маса злітна, кг                            | 1013                 | 890            | 1400          |
| Швидкість максимальна біля землі, км / год | 142                  | 150            | 134           |
| Швидкість (км / год) на висоті, км         | 100 / 3,0            | 111 / 3,0      | 100 / 1,5     |
| Час набору висоти 2000 м, хв               | 29,0                 | 13,0           | 48,0 (1500 м) |
| Стеля, м                                   | 3000                 | 3800           | 1500          |
| Дальність польоту, км                      | 350                  | 400            | 450           |
| Озброєння, калібр, мм                      |                      | Відсутнє       | 1x7,62        |
| Бомбове навантаження, кг                   | Відсутнє             | Відсутнє       | 300           |

## У-2 в культурі
Літакам У-2 і їх пілотам присвячені фільми:
- «Небесний тихохід»
- «В небі „Нічні відьми“»
- «В бій ідуть лише „старі“»

## Галерея

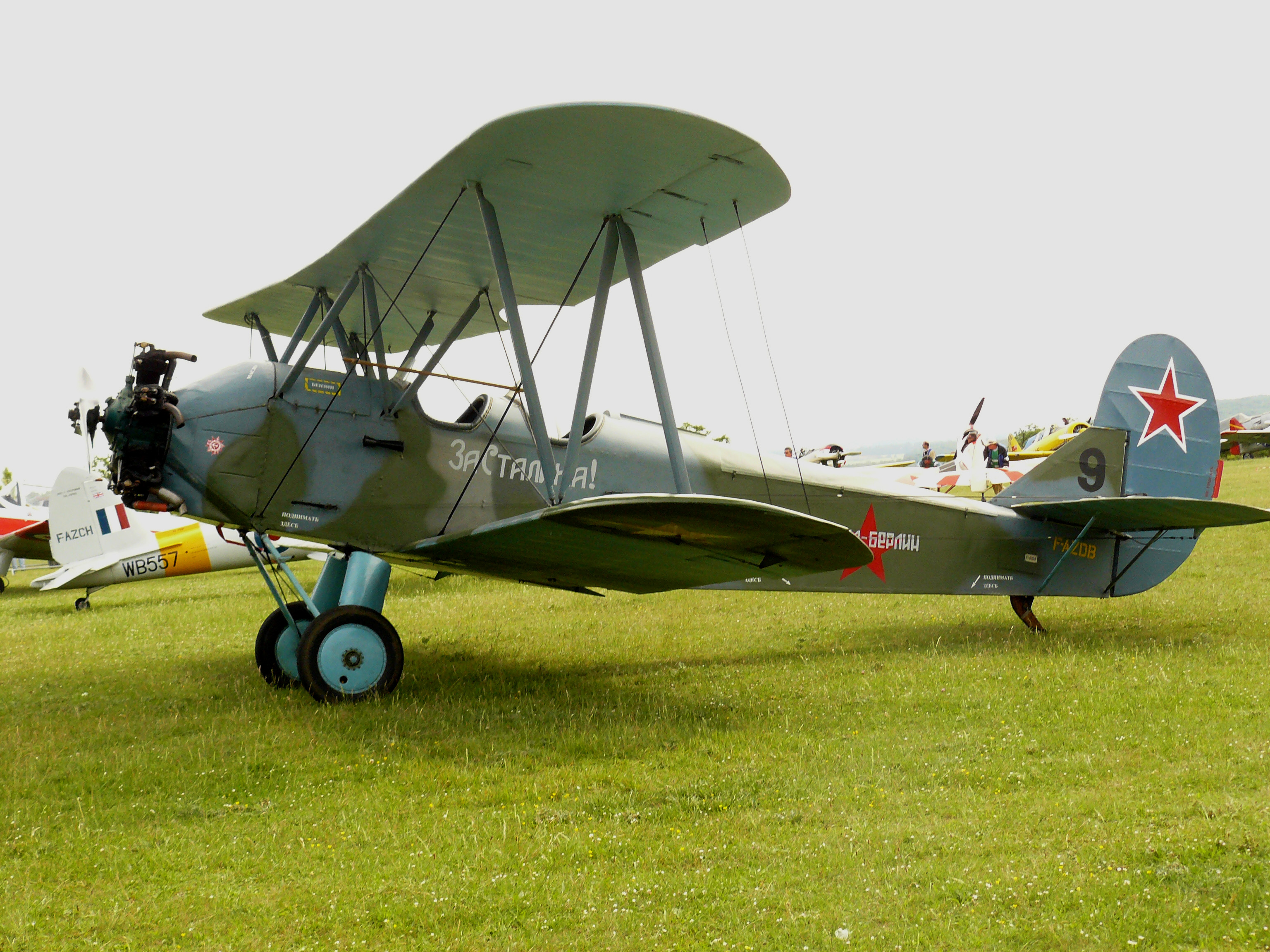
На землі
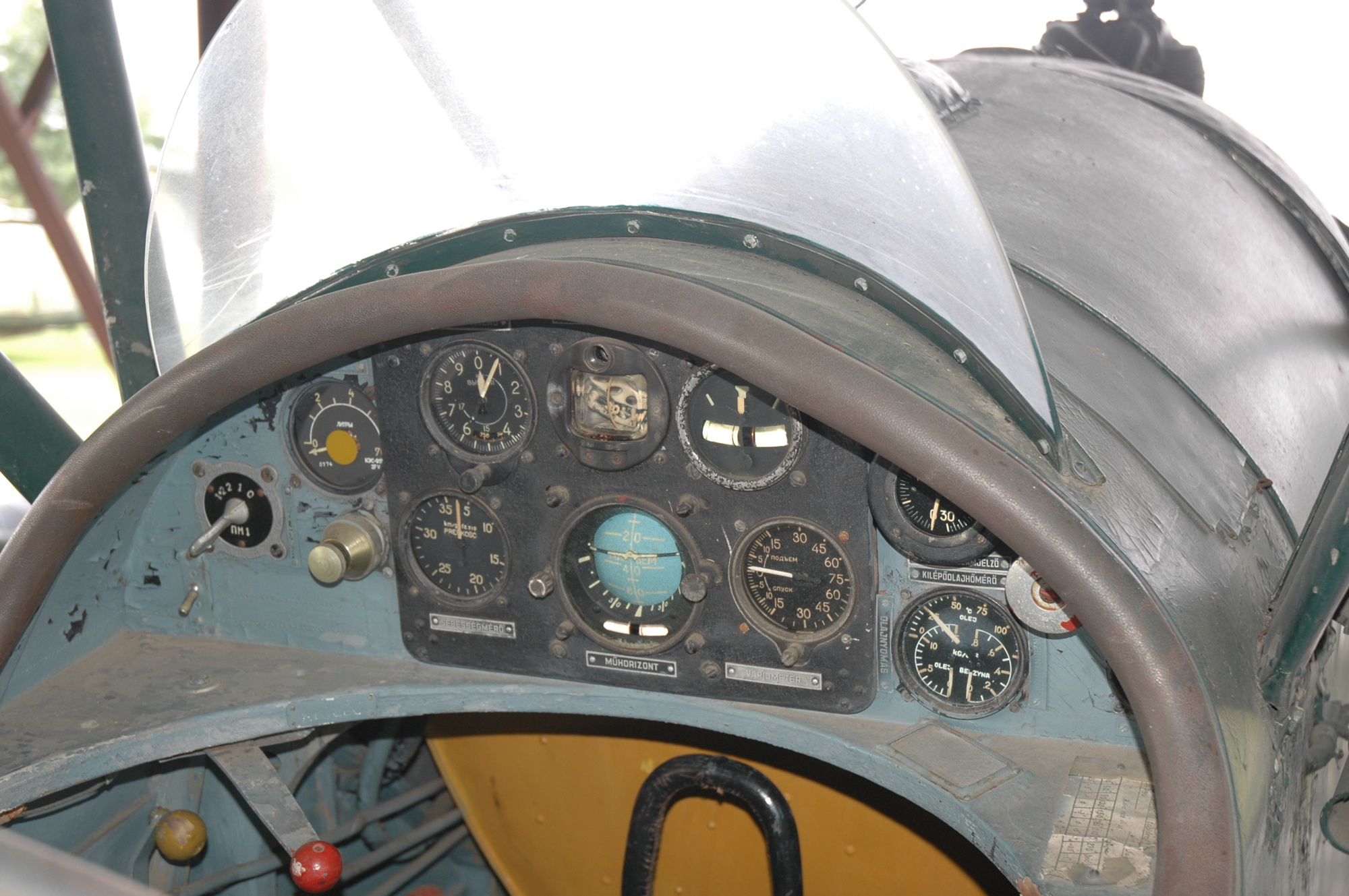
В кабіні. Реконструкція 2010 р
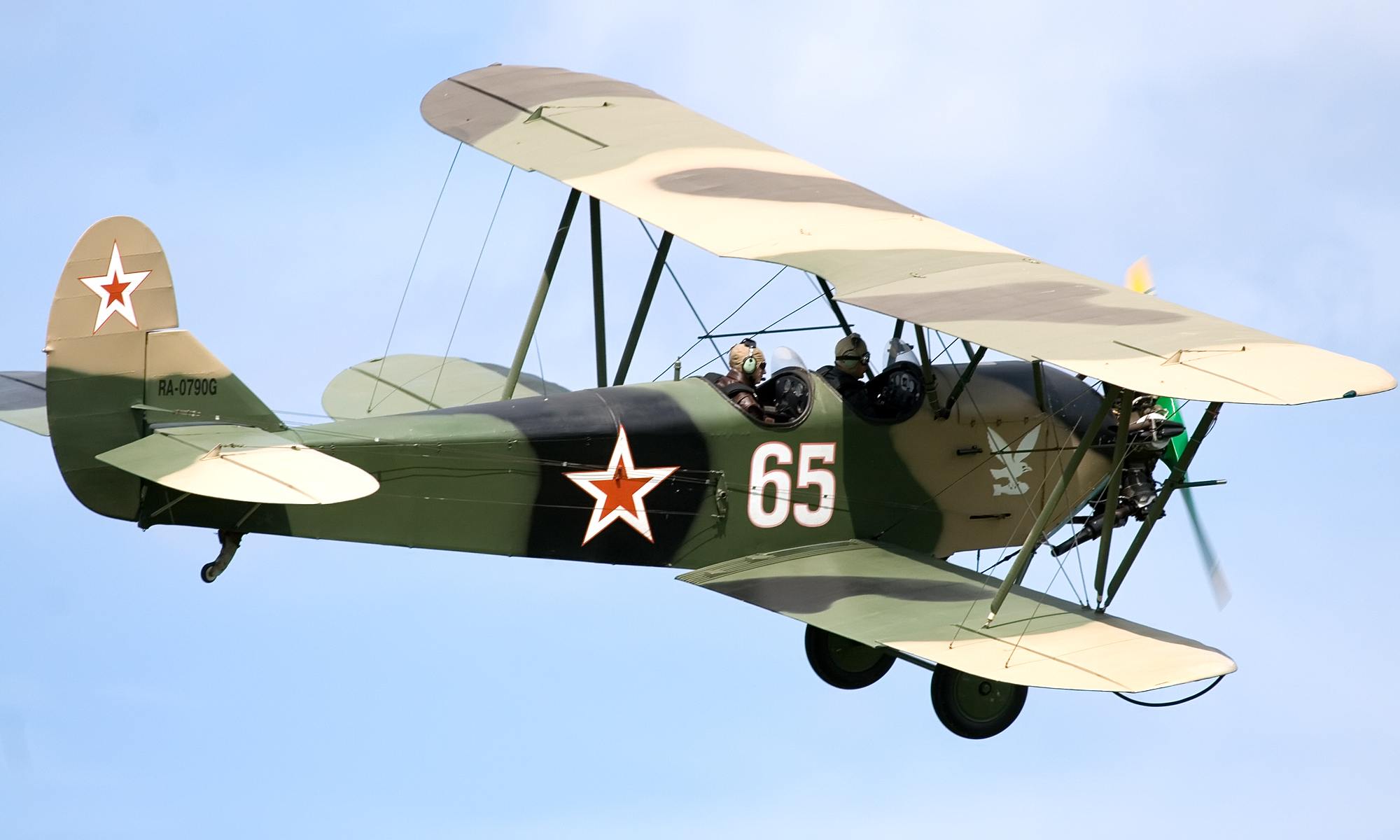
Політ
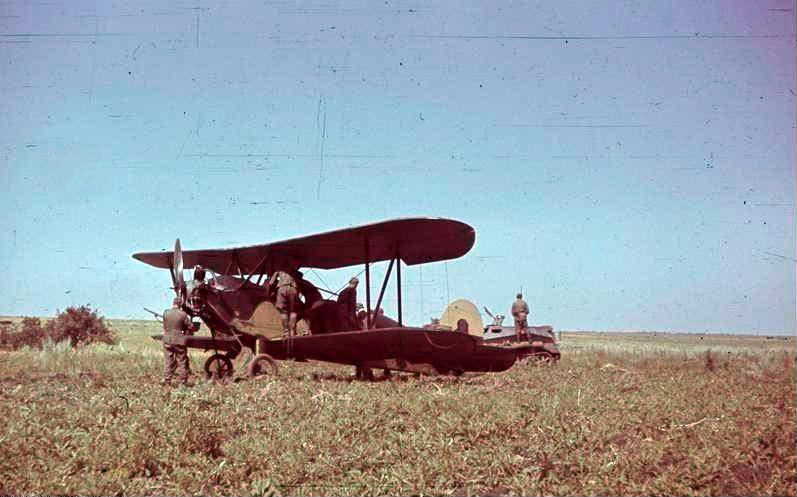
У-2 захоплений німецькими військами. Червень 1941. Україна
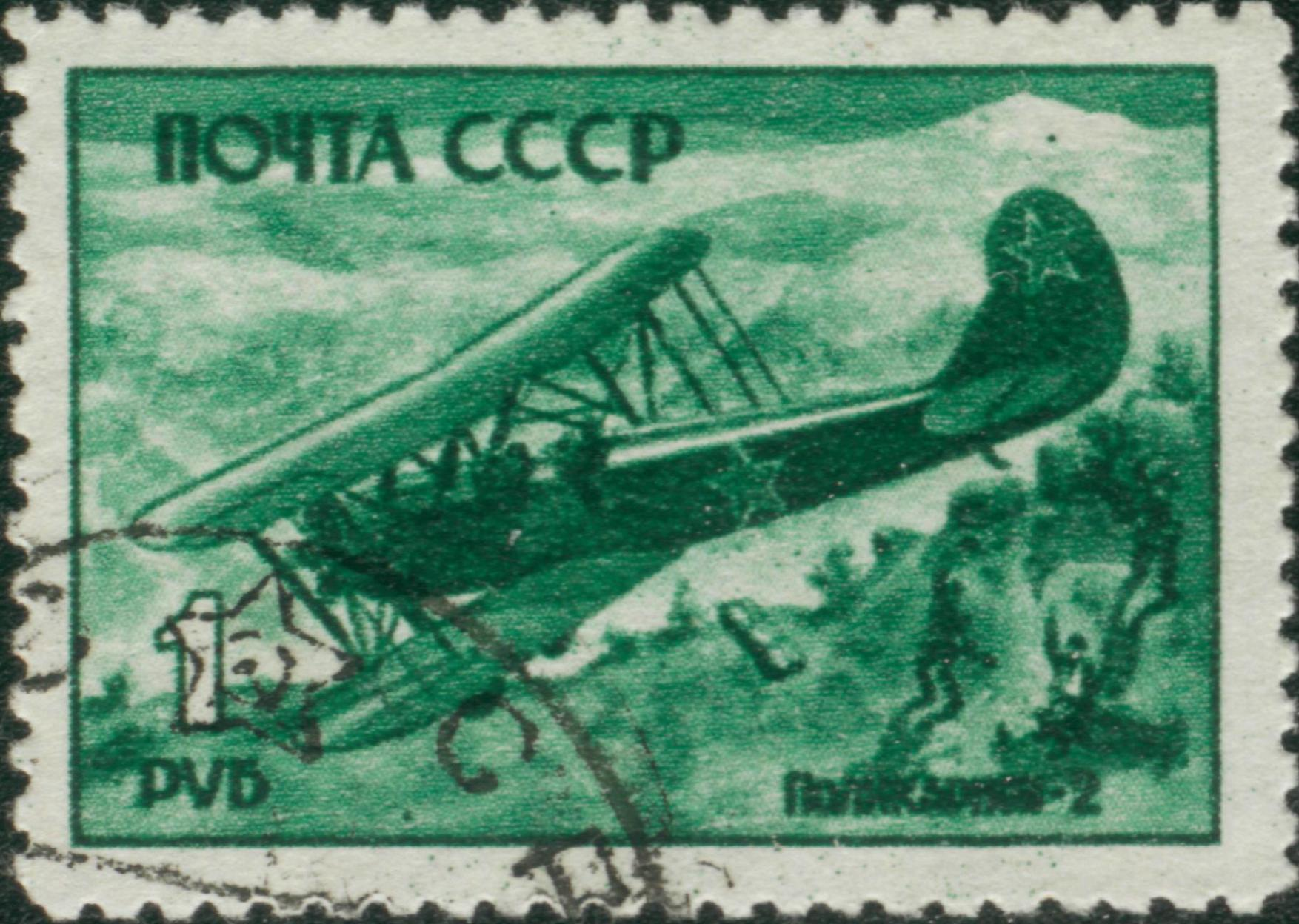
Поштова марка СРСР з зображенням По-2
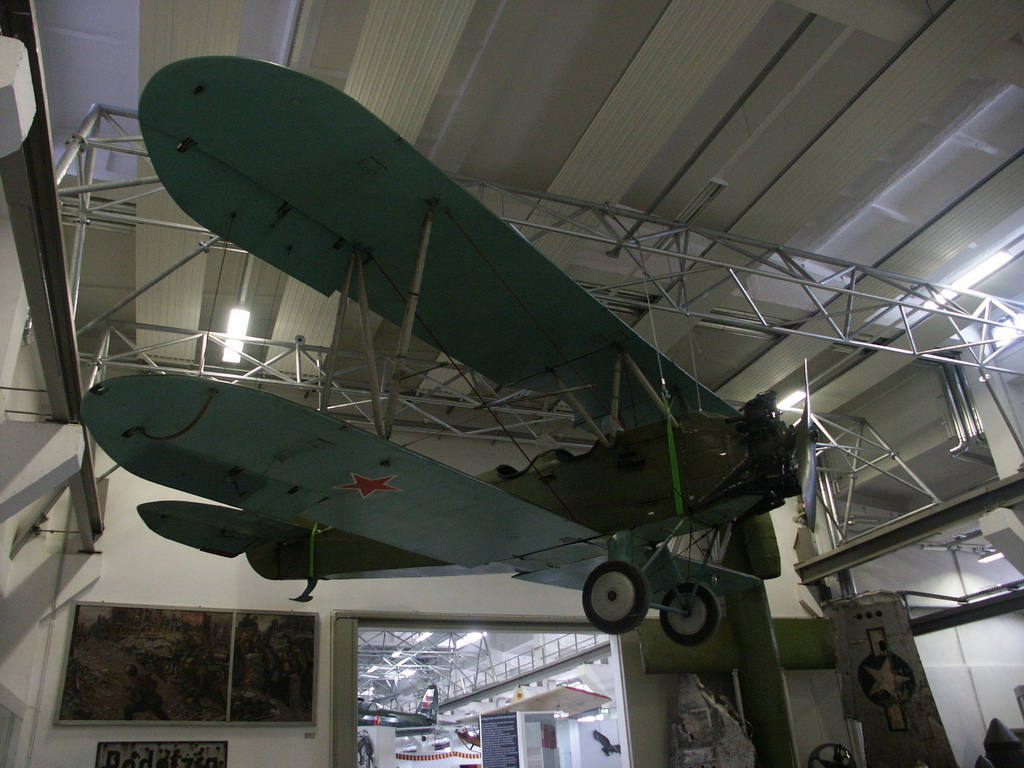
По-2. Музей Дрездена

### Відео
- (рос.)У-2 (По-2) Боевой опыт
- (рос.)Военное дело — Небесный тихоход [Архівовано 11 жовтня 2016 у Wayback Machine.]
- (рос.)Пилотаж ПО-2-ХАИ